# Lactobacillus zymae
Lactobacillus zymae è una specie di batterio appartenente alla famiglia delle Lactobacillaceae.